# مؤيد العبيدي
مؤيد العبيدي وهو سياسي عراقي شغل منصب عضو في الجمعية الوطنية الانتقالية المؤقتة عامي 2004 و2005، وقد شغل منصب عضو في اللجنة الاقتصادية والمالية في الجمعية.
مؤيد العبيدي عضو في تيار الإصلاح الوطني الذي يرأسه إبراهيم الجعفري، وهو عضو في التحالف الوطني.